# Копачево
45°36′ пн. ш. 18°47′ сх. д. / 45.60° пн. ш. 18.78° сх. д.
Копачево (хорв. Kopačevo) — населений пункт у Хорватії, в Осієцько-Баранській жупанії у складі громади Билє.

## Населення
Населення за даними перепису 2011 року становило 559 осіб.
Динаміка чисельності населення поселення:

## Клімат
Середня річна температура становить 11,01 °C, середня максимальна – 25,42 °C, а середня мінімальна – -5,90 °C. Середня річна кількість опадів – 635 мм.
| Клімат поселення                              | Клімат поселення | Клімат поселення | Клімат поселення | Клімат поселення | Клімат поселення | Клімат поселення | Клімат поселення | Клімат поселення | Клімат поселення | Клімат поселення | Клімат поселення | Клімат поселення | Клімат поселення |
| Показник                                      | Січ.             | Лют.             | Бер.             | Квіт.            | Трав.            | Черв.            | Лип.             | Серп.            | Вер.             | Жовт.            | Лист.            | Груд.            |                  |
| Середній максимум, °C                         | 5,79             | 7,79             | 12,42            | 17,09            | 22,39            | 25,30            | 25,42            | 24,89            | 20,68            | 15,22            | 9,34             | 5,47             |                  |
| Середня температура, °C                       | −0,07            | 1,90             | 6,52             | 11,22            | 16,51            | 19,41            | 21,32            | 20,80            | 16,61            | 11,14            | 5,26             | 1,40             |                  |
| Середній мінімум, °C                          | −5,9             | −3,93            | 0,68             | 5,38             | 10,68            | 13,57            | 17,25            | 16,71            | 12,51            | 7,04             | 1,16             | −2,7             |                  |
| Норма опадів, мм                              | 41               | 36               | 39               | 50               | 58               | 78               | 63               | 60               | 49               | 53               | 59               | 49               |                  |
| Середньомісячна швидкість вітру, м/с          | 2.40             | 2.60             | 2.90             | 2.80             | 2.50             | 2.30             | 2.23             | 2.10             | 2.04             | 2.20             | 2.30             | 2.40             |                  |
| Середньомісячна сонячна радіація, кДж/м²·день | 4232             | 6903             | 10944            | 15579            | 19522            | 21837            | 22337            | 20365            | 15038            | 9446             | 4807             | 3527             |                  |
| --------------------------------------------- | ---------------- | ---------------- | ---------------- | ---------------- | ---------------- | ---------------- | ---------------- | ---------------- | ---------------- | ---------------- | ---------------- | ---------------- | ---------------- |
| Джерело:                                      |                  |                  |                  |                  |                  |                  |                  |                  |                  |                  |                  |                  |                  |